# Lex Calpurnia de Repetundis
Calpúrnia de repetundis o Calpurnia repetundarum va ser una llei romana establerta l'any 149 aC sota els cònsols Luci Marci Censorí i Marc Manili a proposta del tribú de la plebs Calpurni Pisó. Permetia als habitants de les províncies reclamar a Roma els diners que els magistrats de la província o els seus associats o familiars els hagueren cobrat il·legalment. Alguns l'anomenen Caecilia repetundarum per pensar que va ser instada pel tribú de la plebs Quint Cecili, però altres pensen que es tracta de dues lleis diferents i que la Caecilia repetundarum era per les exaccions fetes per magistrats urbans.